# گلیویتسه
گلیویتسه () (به لهستانی: Gliwice) (به آلمانی: Gleiwitz) یکی از شهرهای جنوبی لهستان است که در نزدیکی کاتوویتس قرار گرفته‌است. این شهر در کوهپایه و در ساحل یکی از شاخه‌های رودخانهٔ او در واقع شده‌است.